# Схалта (церковь)
Схалта (груз. სხალთა) — грузинский православный монастырь и соборный храм в Аджарии (Грузия) построенный в середине XIII века. Это большая зальная церковь с фрагментами настенной росписи XIV или XV веков в византийском стиле.
Схалта — единственная средневековая церковь в Аджарии, которая пережила как османский, так и советский периоды и вновь стала функционировать в 1990 году. В настоящее время она является резиденцией грузинского православного епископа Схалты.

## История
Схалтский монастырь расположен на холме в одноимённой речной долине, в деревне Кинчаури Хулойского муниципалитета, у дороги, которая в средние века связывала Аджарию с Артани (современный Ардахан, Турция). Письменные источники по Схалте скудны. Легенда приписывает строительство церкви царице Тамаре (годы правления 1184—1213). Современные исследования датируют церковь серединой XIII века. В то время в долина Схалта была владениями рода Абусеридзе.
После османского завоевания региона в XVI веке церковь была заброшена. Монастырь был заново обнаружен и зарисован Георгием Казбеги, грузинским офицером на русской службе, который находился в Османской Грузии с разведывательной миссией в 1874 году. После того, как Аджария перешла в состав Российской империи в 1878 году, Схалту посетили и описали исследователи кавказских древностей, в частности Дмитрий Бакрадзе и графиня Прасковья Уварова.
Возрождение религиозной деятельности и рост влияния Грузинской православной церкви в последние годы существования Советского Союза привели к возобновлению христианских богослужений в Схалте. В июне 1989 года католикос-патриарх Грузии Илия II совершил визит в Схалту и провел панихиду по погибшим в результате оползней и наводнений, произошедших в начале года. В 1990 году Схалта была освящена как мужской монастырь Рождества Пресвятой Богородицы.

## Архитектура

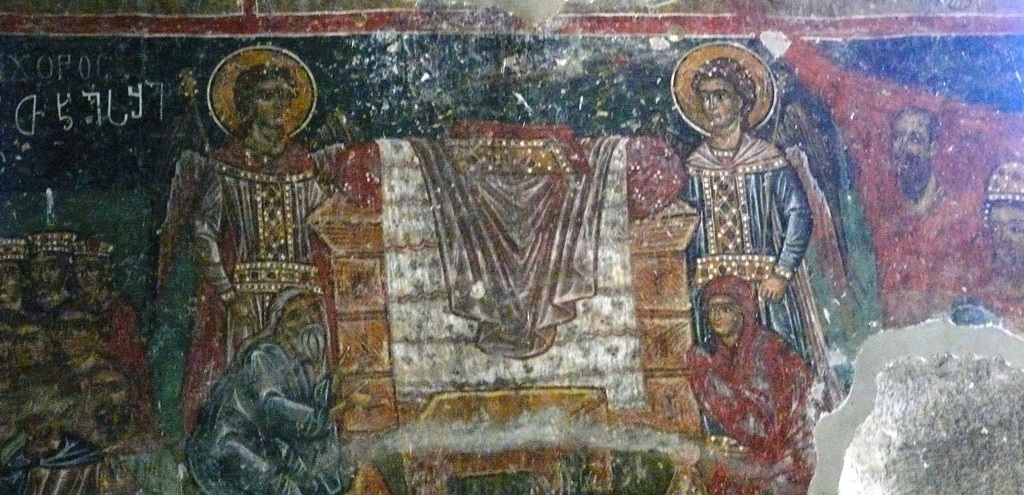
Фреска из Схалты

Схалтский монастырь — это большая зальная церковь с выступающей семигранной апсидой, двумя главными порталами на юге и западе и дополнительной дверью на севере. Церковь построена из серо-белого камня. Просторный внутренний зал увенчан арками и цилиндрическим сводом, покоящимся на пилястрах. Боковые стены зала украшены арками. Полукруг апсиды и свода отделён от нижних вертикальных стен простыми карнизами
Изнутри стены облицованы обтёсанными блоками белого камня, которые ранее были расписаны фресками. Небольшие фрагменты оригинальных изображений новозаветных сцен, представляющих пример византийского искусства XIV или XV веков, были обнаружены грузинской экспедицией в 1997 году. Фасады также отделаны обтёсанными блоками, а окна — богато декорированы.